# Liste des prénoms les plus donnés en France
Voici une liste des prénoms les plus donnés en France métropolitaine (les départements et territoires d'Outre-Mer, les trois anciens départements algériens et les diverses possessions coloniales ne sont pas pris en compte) établie à partir de la base Insee.

## Cumul de 1900 à 2023
Les 20 prénoms les plus donnés de 1900 à 2023 sont :
| Rang | Prénom     | Nombre    | Meilleur classement | Année(s) du meilleur classement |
| ---- | ---------- | --------- | ------------------- | ------------------------------- |
| 1    | Marie      | 2 231 347 | 1                   | 1900 à 1954, 1956 à 1958        |
| 2    | Jeanne     | 564 247   | 2                   | 1900 à 1927                     |
| 3    | Françoise  | 401 427   | 2                   | 1949                            |
| 4    | Monique    | 399 616   | 2                   | 1935 à 1948                     |
| 5    | Catherine  | 394 699   | 1                   | 1960                            |
| 6    | Nathalie   | 382 978   | 1                   | 1965 à 1971                     |
| 7    | Isabelle   | 378 272   | 2                   | 1966                            |
| 8    | Jacqueline | 372 422   | 2                   | 1928 à 1934                     |
| 9    | Sylvie     | 364 623   | 1                   | 1961 à 1964                     |
| 10   | Anne       | 364 082   | 11                  | 1942, 1944                      |
| 11   | Martine    | 320 106   | 1                   | 1955                            |
| 12   | Madeleine  | 306 042   | 3                   | 1914 à 1924                     |
| 13   | Nicole     | 293 667   | 3                   | 1940 à 1947                     |
| 14   | Suzanne    | 291 606   | 4                   | 1917, 1920 à 1924               |
| 15   | Louise     | 281 720   | 1                   | 2015, 2023                      |
| 16   | Hélène     | 281 580   | 13                  | 1904                            |
| 17   | Christine  | 280 625   | 3                   | 1960 à 1961                     |
| 18   | Marguerite | 271 297   | 3                   | 1900 à 1913                     |
| 19   | Denise     | 263 344   | 4                   | 1925 à 1926                     |
| 20   | Christiane | 259 422   | 5                   | 1948                            |

| Rang | Prénom    | Nombre    | Meilleur classement | Année(s) du meilleur classement |
| ---- | --------- | --------- | ------------------- | ------------------------------- |
| 1    | Jean      | 1 911 457 | 1                   | 1900 à 1957                     |
| 2    | Pierre    | 892 384   | 2                   | 1915                            |
| 3    | Michel    | 820 560   | 2                   | 1934 à 1955                     |
| 4    | André     | 712 248   | 2                   | 1909 à 1914, 1916 à 1933        |
| 5    | Philippe  | 538 712   | 1                   | 1958 à 1964, 1966               |
| 6    | Louis     | 535 819   | 2                   | 1900 à 1908, 2017               |
| 7    | René      | 516 162   | 4                   | 1920 à 1930                     |
| 8    | Alain     | 506 983   | 3                   | 1947 à 1953                     |
| 9    | Jacques   | 483 167   | 5                   | 1941 à 1942                     |
| 10   | Marcel    | 470 146   | 3                   | 1908, 1919                      |
| 11   | Bernard   | 469 216   | 3                   | 1942 à 1943                     |
| 12   | Daniel    | 437 077   | 3                   | 1944 à 1946                     |
| 13   | Paul      | 427 921   | 9                   | 1900                            |
| 14   | Roger     | 423 526   | 5                   | 1923 à 1929                     |
| 15   | Robert    | 419 204   | 6                   | 1926 à 1929                     |
| 16   | Claude    | 411 751   | 3                   | 1936 à 1941                     |
| 17   | Henri     | 406 642   | 5                   | 1900, 1902 à 1903               |
| 18   | Nicolas   | 405 952   | 1                   | 1980 à 1982, 1995               |
| 19   | Christian | 405 760   | 5                   | 1951 à 1954                     |
| 20   | Georges   | 405 599   | 7                   | 1900, 1902                      |

## Par région de 1946 à 2015
Listes par sexe et région depuis 1946, d'après la base Prénoms de l'Insee.

### Prénoms masculins
| Année | France     | Alsace     | Aquitaine  | Auvergne   | Basse-Normandie | Bourgogne  | Bretagne  | Centre     | Champagne Ardenne | Corse     | Franche-Comté | Haute-Normandie | Ile-de-France | Languedoc-Roussillon | Limousin   | Lorraine   | Midi-Pyrénées | Nord-Pas-de-Calais | Pays de la Loire | Picardie   | Poitou-Charentes | Provence-Alpes-Côte d'Azur | Rhône-Alpes |
| ----- | ---------- | ---------- | ---------- | ---------- | --------------- | ---------- | --------- | ---------- | ----------------- | --------- | ------------- | --------------- | ------------- | -------------------- | ---------- | ---------- | ------------- | ------------------ | ---------------- | ---------- | ---------------- | -------------------------- | ----------- |
| 1946  | Jean       | Jean       | Jean       | Jean       | Michel          | Michel     | Jean      | Jean       | Jean              | Jean      | Michel        | Michel          | Jean          | Jean                 | Jean       | Jean       | Jean          | Jean               | Jean             | Jean       | Jean             | Jean                       | Jean        |
| 1947  | Jean       | Jean       | Jean       | Jean       | Michel          | Michel     | Jean      | Jean       | Jean              | Jean      | Michel        | Michel          | Jean          | Jean                 | Jean       | Jean       | Jean          | Jean               | Jean             | Jean       | Jean             | Jean                       | Jean        |
| 1948  | Jean       | Jean       | Jean       | Jean       | Michel          | Michel     | Jean      | Jean       | Michel            | Jean      | Michel        | Michel          | Jean          | Jean                 | Jean       | Jean       | Jean          | Jean               | Jean             | Jean       | Michel           | Jean                       | Jean        |
| 1949  | Jean       | Jean       | Jean       | Jean       | Michel          | Jean       | Jean      | Jean       | Jean              | Jean      | Jean          | Michel          | Alain         | Jean                 | Jean       | Jean       | Jean          | Michel             | Jean             | Jean       | Jean             | Jean                       | Jean        |
| 1950  | Jean       | Jean       | Jean       | Jean       | Michel          | Michel     | Jean      | Jean       | Jean              | Jean      | Michel        | Alain           | Alain         | Jean                 | Jean       | Jean       | Jean          | Michel             | Jean             | Alain      | Michel           | Jean                       | Jean        |
| 1951  | Jean       | Jean       | Jean       | Jean       | Michel          | Michel     | Jean      | Jean       | Jean              | Jean      | Michel        | Alain           | Alain         | Jean                 | Jean       | Jean       | Jean          | Michel             | Jean             | Jean       | Michel           | Jean                       | Jean        |
| 1952  | Jean       | Jean       | Jean       | Jean       | Michel          | Michel     | Jean      | Jean       | Jean              | Jean      | Michel        | Alain           | Patrick       | Jean                 | Jean       | Jean       | Jean          | Jean               | Jean             | Michel     | Michel           | Jean                       | Jean        |
| 1953  | Jean       | Jean       | Jean       | Jean       | Michel          | Michel     | Jean      | Jean       | Jean              | Jean      | Michel        | Alain           | Patrick       | Jean                 | Jean       | Jean       | Jean          | Jean               | Jean             | Jean       | Michel           | Jean                       | Jean        |
| 1954  | Jean       | Jean       | Jean       | Jean       | Michel          | Michel     | Jean      | Jean       | Jean              | Jean      | Michel        | Patrick         | Patrick       | Jean                 | Jean       | Jean       | Jean          | Patrick            | Jean             | Jean       | Patrick          | Jean                       | Jean        |
| 1955  | Jean       | Jean       | Jean       | Jean       | Michel          | Jean       | Jean      | Jean       | Jean              | Jean      | Michel        | Philippe        | Philippe      | Michel               | Jean       | Michel     | Jean          | Philippe           | Jean             | Philippe   | Patrick          | Jean                       | Michel      |
| 1956  | Jean       | Jean       | Jean       | Jean       | Michel          | Michel     | Jean      | Jean       | Jean              | Jean      | Patrick       | Philippe        | Philippe      | Jean                 | Jean       | Jean       | Jean          | Patrick            | Jean             | Philippe   | Patrick          | Jean                       | Jean        |
| 1957  | Jean       | Jean       | Jean       | Jean       | Patrick         | Patrick    | Jean      | Philippe   | Patrick           | Jean      | Philippe      | Philippe        | Philippe      | Michel               | Jean       | Jean       | Jean          | Philippe           | Jean             | Philippe   | Philippe         | Jean                       | Jean        |
| 1958  | Jean       | Jean       | Jean       | Michel     | Philippe        | Patrick    | Jean      | Philippe   | Pascal            | Jean      | Philippe      | Philippe        | Philippe      | Michel               | Jean       | Philippe   | Jean          | Philippe           | Jean             | Philippe   | Philippe         | Jean                       | Jean        |
| 1959  | Philippe   | Jean       | Jean       | Jean       | Philippe        | Philippe   | Philippe  | Philippe   | Philippe          | Jean      | Philippe      | Philippe        | Philippe      | Jean                 | Jean       | Philippe   | Jean          | Philippe           | Jean             | Philippe   | Philippe         | Patrick                    | Jean        |
| 1960  | Philippe   | Jean       | Jean       | Philippe   | Philippe        | Philippe   | Philippe  | Philippe   | Pascal            | Jean      | Philippe      | Pascal          | Philippe      | Jean                 | Jean       | Philippe   | Jean          | Philippe           | Jean             | Philippe   | Philippe         | Patrick                    | Jean        |
| 1961  | Philippe   | Jean       | Philippe   | Philippe   | Philippe        | Philippe   | Philippe  | Philippe   | Pascal            | Jean      | Philippe      | Pascal          | Philippe      | Jean                 | Jean       | Pascal     | Jean          | Philippe           | Jean             | Pascal     | Philippe         | Philippe                   | Philippe    |
| 1962  | Philippe   | Jean       | Philippe   | Philippe   | Philippe        | Pascal     | Philippe  | Pascal     | Pascal            | Jean      | Philippe      | Pascal          | Philippe      | Philippe             | Philippe   | Pascal     | Philippe      | Philippe           | Jean             | Pascal     | Philippe         | Philippe                   | Philippe    |
| 1963  | Philippe   | Jean       | Philippe   | Philippe   | Philippe        | Philippe   | Philippe  | Pascal     | Philippe          | Jean      | Philippe      | Pascal          | Philippe      | Philippe             | Philippe   | Jean       | Philippe      | Philippe           | Jean             | Pascal     | Philippe         | Philippe                   | Philippe    |
| 1964  | Philippe   | Jean       | Philippe   | Philippe   | Philippe        | Philippe   | Philippe  | Thierry    | Thierry           | Jean      | Philippe      | Thierry         | Thierry       | Jean                 | Philippe   | Jean       | Thierry       | Philippe           | Jean             | Thierry    | Thierry          | Thierry                    | Philippe    |
| 1965  | Thierry    | Thierry    | Thierry    | Thierry    | Philippe        | Philippe   | Philippe  | Thierry    | Thierry           | Jean      | Philippe      | Thierry         | Philippe      | Philippe             | Philippe   | Thierry    | Thierry       | Philippe           | Jean             | Thierry    | Thierry          | Éric                       | Philippe    |
| 1966  | Philippe   | Christophe | Thierry    | Philippe   | Christophe      | Philippe   | Philippe  | Christophe | Christophe        | Jean      | Christophe    | Christophe      | Philippe      | Philippe             | Philippe   | Jean       | Philippe      | Christophe         | Jean             | Christophe | Christophe       | Philippe                   | Philippe    |
| 1967  | Christophe | Christophe | Philippe   | Philippe   | Christophe      | Christophe | Philippe  | Christophe | Christophe        | Jean      | Christophe    | Christophe      | Laurent       | Philippe             | Philippe   | Jean       | Philippe      | Christophe         | Christophe       | Christophe | Christophe       | Philippe                   | Philippe    |
| 1968  | Christophe | Christophe | Christophe | Christophe | Christophe      | Christophe | Stéphane  | Christophe | Christophe        | Jean      | Christophe    | Christophe      | Laurent       | Philippe             | Laurent    | Jean       | Philippe      | Christophe         | Christophe       | Laurent    | Christophe       | Philippe                   | Philippe    |
| 1969  | Christophe | Christophe | Christophe | Laurent    | Stéphane        | Christophe | Stéphane  | Christophe | Christophe        | Jean      | Christophe    | Christophe      | Laurent       | Christophe           | Laurent    | Jean       | Philippe      | Christophe         | Christophe       | Christophe | Christophe       | Christophe                 | Christophe  |
| 1970  | Christophe | Christophe | Stéphane   | Laurent    | Stéphane        | Christophe | Stéphane  | Christophe | David             | Jean      | Stéphane      | David           | Stéphane      | Laurent              | Stéphane   | Christophe | Laurent       | David              | Stéphane         | David      | Stéphane         | Stéphane                   | Stéphane    |
| 1971  | Stéphane   | Christophe | Stéphane   | Christophe | Stéphane        | Christophe | Stéphane  | Stéphane   | Christophe        | Jean      | Stéphane      | Christophe      | Stéphane      | Laurent              | Stéphane   | Stéphane   | Laurent       | David              | Stéphane         | David      | Stéphane         | Stéphane                   | Stéphane    |
| 1972  | Christophe | Christophe | Christophe | Christophe | Sébastien       | David      | Stéphane  | Stéphane   | David             | Jean      | David         | David           | Stéphane      | Laurent              | Stéphane   | Christophe | Christophe    | David              | Stéphane         | David      | Stéphane         | Christophe                 | Stéphane    |
| 1973  | Christophe | Christophe | Christophe | Christophe | Sébastien       | Christophe | Stéphane  | Christophe | David             | Jean      | Stéphane      | David           | Stéphane      | Frederic             | Christophe | Christophe | Christophe    | David              | Stéphane         | Christophe | Sébastien        | Christophe                 | Stéphane    |
| 1974  | Stéphane   | Stéphane   | Stéphane   | Stéphane   | Sébastien       | Stéphane   | Stéphane  | Sébastien  | David             | Jean      | Stéphane      | David           | Stéphane      | Christophe           | David      | Stéphane   | Jerome        | David              | Jerome           | David      | Sébastien        | Christophe                 | Stéphane    |
| 1975  | Sébastien  | Frederic   | Frederic   | Sébastien  | Sébastien       | Sébastien  | David     | Sébastien  | David             | Jean      | Stéphane      | Sébastien       | Sébastien     | Frederic             | Stéphane   | Sébastien  | Jerome        | Frederic           | Sébastien        | Sébastien  | Sébastien        | Christophe                 | Stéphane    |
| 1976  | Sébastien  | Sébastien  | Sébastien  | Sébastien  | Sébastien       | Sébastien  | Sébastien | Sébastien  | Sébastien         | Jean      | Sébastien     | Sébastien       | Sébastien     | Sébastien            | Sébastien  | Sébastien  | Sébastien     | Sébastien          | Sébastien        | Sébastien  | Sébastien        | Christophe                 | Sébastien   |
| 1977  | Sébastien  | Sébastien  | Sébastien  | Sébastien  | Sébastien       | Sébastien  | Sébastien | Sébastien  | Sébastien         | Jean      | Sébastien     | Sébastien       | Sébastien     | Sébastien            | Sébastien  | Sébastien  | Sébastien     | Sébastien          | Sébastien        | Sébastien  | Sébastien        | Sébastien                  | Sébastien   |
| 1978  | Sébastien  | Sébastien  | Sébastien  | Sébastien  | Sébastien       | Sébastien  | Sébastien | Sébastien  | Sébastien         | Jean      | Sébastien     | Sébastien       | Sébastien     | Sébastien            | Sébastien  | Sébastien  | Sébastien     | Sébastien          | Sébastien        | Sébastien  | Sébastien        | Sébastien                  | Sébastien   |
| 1979  | Sébastien  | Sébastien  | Sébastien  | Sébastien  | Nicolas         | Sébastien  | Sébastien | Sébastien  | Sébastien         | Jean      | Sébastien     | Sébastien       | Sébastien     | Sébastien            | Sébastien  | Sébastien  | Sébastien     | Sébastien          | Sébastien        | Sébastien  | Sébastien        | Sébastien                  | Sébastien   |
| 1980  | Nicolas    | Nicolas    | Nicolas    | Nicolas    | Nicolas         | Nicolas    | Nicolas   | Nicolas    | Nicolas           | Jean      | Nicolas       | Nicolas         | Nicolas       | Nicolas              | Nicolas    | Sébastien  | Nicolas       | Nicolas            | Nicolas          | Nicolas    | Nicolas          | Nicolas                    | Nicolas     |
| 1981  | Nicolas    | Nicolas    | Nicolas    | Nicolas    | Nicolas         | Nicolas    | Nicolas   | Nicolas    | Nicolas           | Jean      | Nicolas       | Nicolas         | Nicolas       | Nicolas              | Nicolas    | Nicolas    | Nicolas       | Nicolas            | Nicolas          | Nicolas    | Nicolas          | Nicolas                    | Nicolas     |
| 1982  | Nicolas    | Nicolas    | Nicolas    | Nicolas    | Nicolas         | Nicolas    | Nicolas   | Nicolas    | Nicolas           | Jean      | Julien        | Nicolas         | Nicolas       | Nicolas              | Nicolas    | Julien     | Nicolas       | Nicolas            | Nicolas          | Nicolas    | Nicolas          | Julien                     | Julien      |
| 1983  | Julien     | Julien     | Julien     | Julien     | Julien          | Julien     | Julien    | Julien     | Julien            | Jean      | Julien        | Julien          | Julien        | Julien               | Julien     | Julien     | Nicolas       | Julien             | Julien           | Sébastien  | Julien           | Julien                     | Julien      |
| 1984  | Julien     | Julien     | Julien     | Julien     | Julien          | Julien     | Julien    | Julien     | Julien            | Jean      | Julien        | Julien          | Julien        | Julien               | Julien     | Nicolas    | Julien        | Julien             | Julien           | Julien     | Julien           | Julien                     | Julien      |
| 1985  | Julien     | Julien     | Julien     | Julien     | Julien          | Julien     | Julien    | Julien     | Julien            | Jean      | Julien        | Julien          | Julien        | Julien               | Julien     | Julien     | Julien        | Julien             | Julien           | Julien     | Julien           | Julien                     | Julien      |
| 1986  | Julien     | Julien     | Julien     | Julien     | Julien          | Julien     | Julien    | Julien     | Julien            | Jean      | Julien        | Julien          | Julien        | Julien               | Julien     | Julien     | Julien        | Julien             | Julien           | Julien     | Julien           | Julien                     | Julien      |
| 1987  | Julien     | Julien     | Julien     | Julien     | Julien          | Julien     | Julien    | Julien     | Julien            | Anthony   | Julien        | Julien          | Julien        | Julien               | Julien     | Julien     | Julien        | Julien             | Julien           | Julien     | Julien           | Julien                     | Julien      |
| 1988  | Julien     | Julien     | Julien     | Julien     | Julien          | Anthony    | Julien    | Julien     | Julien            | Anthony   | Julien        | Julien          | Julien        | Julien               | Nicolas    | Julien     | Julien        | Julien             | Julien           | Julien     | Romain           | Nicolas                    | Anthony     |
| 1989  | Kévin      | Julien     | Julien     | Julien     | Maxime          | Kévin      | Kévin     | Kévin      | Kévin             | Anthony   | Julien        | Kévin           | Kévin         | Julien               | Julien     | Julien     | Nicolas       | Kévin              | Kévin            | Kévin      | Julien           | Nicolas                    | Kévin       |
| 1990  | Kévin      | Nicolas    | Thomas     | Kévin      | Maxime          | Kévin      | Kévin     | Kévin      | Kévin             | Anthony   | Anthony       | Kévin           | Kévin         | Nicolas              | Kévin      | Kévin      | Jeremy        | Kévin              | Kévin            | Kévin      | Kévin            | Anthony                    | Kévin       |
| 1991  | Kévin      | Kévin      | Kévin      | Kévin      | Kévin           | Kévin      | Kévin     | Kévin      | Kévin             | Anthony   | Kévin         | Kévin           | Kévin         | Kévin                | Kévin      | Kévin      | Kévin         | Kévin              | Kévin            | Kévin      | Kévin            | Kévin                      | Kévin       |
| 1992  | Kévin      | Kévin      | Kévin      | Kévin      | Kévin           | Kévin      | Kévin     | Kévin      | Kévin             | Anthony   | Kévin         | Kévin           | Kévin         | Kévin                | Kévin      | Kévin      | Kévin         | Kévin              | Kévin            | Kévin      | Kévin            | Kévin                      | Kévin       |
| 1993  | Kévin      | Kévin      | Kévin      | Kévin      | Kévin           | Kévin      | Kévin     | Kévin      | Kévin             | Anthony   | Kévin         | Kévin           | Kévin         | Kévin                | Kévin      | Jordan     | Kévin         | Kévin              | Kévin            | Kévin      | Kévin            | Kévin                      | Kévin       |
| 1994  | Kévin      | Nicolas    | Kévin      | Kévin      | Kévin           | Kévin      | Kévin     | Kévin      | Kévin             | Nicolas   | Kévin         | Kévin           | Alexandre     | Kévin                | Kévin      | Nicolas    | Nicolas       | Kévin              | Kévin            | Kévin      | Kévin            | Nicolas                    | Kévin       |
| 1995  | Nicolas    | Nicolas    | Thomas     | Nicolas    | Quentin         | Alexandre  | Alexandre | Maxime     | Dylan             | Anthony   | Thomas        | Thomas          | Alexandre     | Nicolas              | Alexandre  | Nicolas    | Nicolas       | Dylan              | Alexandre        | Dylan      | Nicolas          | Nicolas                    | Thomas      |
| 1996  | Thomas     | Nicolas    | Thomas     | Alexandre  | Antoine         | Thomas     | Alexandre | Alexandre  | Dylan             | Alexandre | Thomas        | Alexandre       | Alexandre     | Thomas               | Thomas     | Nicolas    | Thomas        | Dylan              | Antoine          | Dylan      | Dylan            | Nicolas                    | Thomas      |
| 1997  | Thomas     | Lucas      | Thomas     | Thomas     | Quentin         | Thomas     | Alexandre | Thomas     | Quentin           | Thomas    | Thomas        | Thomas          | Thomas        | Thomas               | Thomas     | Lucas      | Thomas        | Thomas             | Thomas           | Thomas     | Thomas           | Thomas                     | Thomas      |
| 1998  | Thomas     | Lucas      | Thomas     | Clement    | Thomas          | Thomas     | Thomas    | Thomas     | Thomas            | Nicolas   | Quentin       | Quentin         | Thomas        | Thomas               | Quentin    | Lucas      | Thomas        | Thomas             | Quentin          | Thomas     | Quentin          | Thomas                     | Thomas      |
| 1999  | Thomas     | Lucas      | Thomas     | Thomas     | Thomas          | Thomas     | Antoine   | Thomas     | Lucas             | Alexandre | Lucas         | Thomas          | Thomas        | Thomas               | Lucas      | Lucas      | Thomas        | Thomas             | Thomas           | Thomas     | Thomas           | Thomas                     | Lucas       |
| 2000  | Thomas     | Lucas      | Thomas     | Thomas     | Thomas          | Thomas     | Thomas    | Thomas     | Lucas             | Thomas    | Théo          | Thomas          | Thomas        | Thomas               | Thomas     | Lucas      | Thomas        | Théo               | Thomas           | Thomas     | Thomas           | Thomas                     | Thomas      |
| 2001  | Thomas     | Lucas      | Thomas     | Théo       | Théo            | Thomas     | Thomas    | Thomas     | Lucas             | Thomas    | Lucas         | Théo            | Théo          | Thomas               | Théo       | Théo       | Lucas         | Théo               | Thomas           | Théo       | Théo             | Thomas                     | Lucas       |
| 2002  | Lucas      | Lucas      | Lucas      | Lucas      | Théo            | Lucas      | Théo      | Lucas      | Lucas             | Thomas    | Lucas         | Théo            | Thomas        | Théo                 | Théo       | Lucas      | Lucas         | Théo               | Théo             | Théo       | Lucas            | Enzo                       | Lucas       |
| 2003  | Lucas      | Lucas      | Lucas      | Lucas      | Théo            | Théo       | Mathis    | Lucas      | Théo              | Lisandru  | Théo          | Théo            | Lucas         | Enzo                 | Théo       | Lucas      | Lucas         | Théo               | Théo             | Théo       | Théo             | Enzo                       | Lucas       |
| 2004  | Enzo       | Lucas      | Enzo       | Enzo       | Enzo            | Enzo       | Mathis    | Enzo       | Enzo              | Lucas     | Lucas         | Enzo            | Enzo          | Enzo                 | Lucas      | Enzo       | Enzo          | Théo               | Enzo             | Théo       | Gabriel          | Enzo                       | Enzo        |
| 2005  | Enzo       | Lucas      | Enzo       | Lucas      | Enzo            | Enzo       | Enzo      | Enzo       | Enzo              | Lisandru  | Enzo          | Enzo            | Enzo          | Enzo                 | Enzo       | Enzo       | Enzo          | Enzo               | Enzo             | Enzo       | Enzo             | Enzo                       | Enzo        |
| 2006  | Enzo       | Nathan     | Enzo       | Enzo       | Enzo            | Enzo       | Enzo      | Enzo       | Enzo              | Lisandru  | Enzo          | Enzo            | Enzo          | Enzo                 | Enzo       | Enzo       | Enzo          | Enzo               | Enzo             | Enzo       | Enzo             | Enzo                       | Lucas       |
| 2007  | Enzo       | Nathan     | Enzo       | Lucas      | Enzo            | Nathan     | Enzo      | Enzo       | Enzo              | Lucas     | Lucas         | Enzo            | Lucas         | Enzo                 | Enzo       | Enzo       | Lucas         | Lucas              | Enzo             | Enzo       | Enzo             | Lucas                      | Lucas       |
| 2008  | Lucas      | Nathan     | Irénée     | Lucas      | Enzo            | Enzo       | Enzo      | Enzo       | Enzo              | Lisandru  | Nathan        | Enzo            | Lucas         | Enzo                 | Enzo       | Nathan     | Lucas         | Enzo               | Lucas            | Enzo       | Enzo             | Lucas                      | Lucas       |
| 2009  | Lucas      | Nathan     | Lucas      | Nathan     | Nathan          | Lucas      | Nathan    | Lucas      | Nathan            | Lisandru  | Lucas         | Enzo            | Lucas         | Lucas                | Lucas      | Nathan     | Lucas         | Lucas              | Lucas            | Lucas      | Lucas            | Lucas                      | Nathan      |
| 2010  | Nathan     | Nathan     | Lucas      | Lucas      | Enzo            | Nathan     | Nathan    | Lucas      | Enzo              | Lisandru  | Nathan        | Lucas           | Adam          | Nathan               | Enzo       | Nathan     | Lucas         | Lucas              | Lucas            | Lucas      | Enzo             | Nathan                     | Nathan      |
| 2011  | Lucas      | Nathan     | Lucas      | Enzo       | Enzo            | Lucas      | Nolan     | Lucas      | Enzo              | Lisandru  | Enzo          | Nathan          | Adam          | Nathan               | Lucas      | Nathan     | Lucas         | Nathan             | Nathan           | Nathan     | Enzo             | Gabriel                    | Lucas       |
| 2012  | Lucas      | Nathan     | Lucas      | Lucas      | Nathan          | Lucas      | Ethan     | Nathan     | Timéo             | Lisandru  | Louis         | Nathan          | Adam          | Nathan               | Lucas      | Nathan     | Gabriel       | Louis              | Lucas            | Enzo       | Lucas            | Adam                       | Nathan      |
| 2013  | Lucas      | Nathan     | Hugo       | Jules      | Louis           | Lucas      | Hugo      | Lucas      | Léo               | Lisandru  | Hugo          | Hugo            | Adam          | Adam                 | Lucas      | Léo        | Léo           | Louis              | Lucas            | Hugo       | Timéo            | Adam                       | Lucas       |
| 2014  | Lucas      | Nathan     | Lucas      | Gabriel    | Raphaël         | Hugo       | Lucas     | Lucas      | Jules             | Baptiste  | Jules         | Léo             | Adam          | Adam                 | Lucas      | Jules      | Louis         | Louis              | Jules            | Lucas      | Hugo             | Gabriel                    | Lucas       |
| 2015  | Gabriel    | Nathan     | Gabriel    | Nathan     | Raphaël         | Jules      | Raphaël   | Jules      | Jules             | Gabriel   | Léo           | Raphaël         | Adam          | Jules                | Louis      | Léo        | Jules         | Léo                | Jules            | Jules      | Léo              | Gabriel                    | Gabriel     |

### Prénoms féminins
| Année | France    | Alsace    | Aquitaine | Auvergne  | Basse-Normandie | Bourgogne | Bretagne  | Centre    | Champagne Ardenne | Corse     | Franche-Comté | Haute-Normandie | Ile-de-France | Languedoc-Roussillon | Limousin  | Lorraine  | Midi-Pyrénées | Nord-Pas-de-Calais | Pays de la Loire | Picardie  | Poitou-Charentes | Provence-Alpes-Côte d'Azur | Rhône-Alpes |
| ----- | --------- | --------- | --------- | --------- | --------------- | --------- | --------- | --------- | ----------------- | --------- | ------------- | --------------- | ------------- | -------------------- | --------- | --------- | ------------- | ------------------ | ---------------- | --------- | ---------------- | -------------------------- | ----------- |
| 1946  | Marie     | Marie     | Marie     | Marie     | Jacqueline      | Monique   | Marie     | Marie     | Françoise         | Marie     | Françoise     | Françoise       | Françoise     | Marie                | Marie     | Marie     | Marie         | Marie              | Marie            | Marie     | Marie            | Marie                      | Marie       |
| 1947  | Marie     | Marie     | Marie     | Marie     | Annick          | Monique   | Marie     | Marie     | Françoise         | Marie     | Christiane    | Françoise       | Françoise     | Marie                | Marie     | Marie     | Marie         | Marie              | Marie            | Françoise | Marie            | Marie                      | Marie       |
| 1948  | Marie     | Marie     | Marie     | Marie     | Françoise       | Monique   | Marie     | Marie     | Françoise         | Marie     | Françoise     | Françoise       | Françoise     | Marie                | Marie     | Marie     | Marie         | Marie              | Marie            | Françoise | Monique          | Marie                      | Marie       |
| 1949  | Marie     | Marie     | Marie     | Marie     | Françoise       | Marie     | Marie     | Marie     | Françoise         | Marie     | Marie         | Françoise       | Martine       | Marie                | Marie     | Marie     | Marie         | Monique            | Marie            | Françoise | Marie            | Marie                      | Marie       |
| 1950  | Marie     | Marie     | Marie     | Marie     | Françoise       | Françoise | Marie     | Marie     | Marie             | Marie     | Françoise     | Françoise       | Martine       | Marie                | Marie     | Marie     | Marie         | Monique            | Marie            | Françoise | Monique          | Marie                      | Marie       |
| 1951  | Marie     | Marie     | Marie     | Marie     | Martine         | Martine   | Marie     | Marie     | Marie             | Marie     | Martine       | Martine         | Martine       | Marie                | Marie     | Marie     | Marie         | Martine            | Marie            | Françoise | Martine          | Marie                      | Marie       |
| 1952  | Marie     | Marie     | Marie     | Marie     | Martine         | Martine   | Marie     | Martine   | Martine           | Marie     | Martine       | Martine         | Martine       | Marie                | Marie     | Marie     | Marie         | Marie              | Marie            | Martine   | Martine          | Martine                    | Marie       |
| 1953  | Marie     | Marie     | Marie     | Marie     | Martine         | Martine   | Marie     | Martine   | Martine           | Marie     | Martine       | Martine         | Martine       | Marie                | Marie     | Marie     | Martine       | Martine            | Marie            | Martine   | Martine          | Martine                    | Marie       |
| 1954  | Marie     | Marie     | Marie     | Martine   | Martine         | Martine   | Marie     | Martine   | Martine           | Marie     | Martine       | Martine         | Martine       | Martine              | Marie     | Marie     | Marie         | Martine            | Marie            | Martine   | Martine          | Martine                    | Marie       |
| 1955  | Marie     | Marie     | Marie     | Marie     | Martine         | Martine   | Marie     | Martine   | Martine           | Marie     | Martine       | Martine         | Catherine     | Martine              | Martine   | Martine   | Marie         | Martine            | Marie            | Martine   | Martine          | Martine                    | Martine     |
| 1956  | Marie     | Marie     | Marie     | Marie     | Martine         | Martine   | Marie     | Martine   | Martine           | Marie     | Martine       | Catherine       | Catherine     | Marie                | Marie     | Marie     | Marie         | Martine            | Marie            | Martine   | Martine          | Martine                    | Martine     |
| 1957  | Marie     | Marie     | Marie     | Martine   | Martine         | Martine   | Marie     | Martine   | Catherine         | Marie     | Martine       | Catherine       | Catherine     | Brigitte             | Martine   | Marie     | Marie         | Martine            | Marie            | Martine   | Catherine        | Martine                    | Martine     |
| 1958  | Marie     | Marie     | Marie     | Martine   | Catherine       | Brigitte  | Marie     | Sylvie    | Brigitte          | Marie     | Martine       | Catherine       | Catherine     | Brigitte             | Martine   | Martine   | Marie         | Martine            | Marie            | Martine   | Brigitte         | Brigitte                   | Marie       |
| 1959  | Brigitte  | Marie     | Marie     | Brigitte  | Catherine       | Brigitte  | Marie     | Sylvie    | Brigitte          | Marie     | Brigitte      | Catherine       | Catherine     | Brigitte             | Marie     | Brigitte  | Marie         | Brigitte           | Marie            | Brigitte  | Sylvie           | Brigitte                   | Marie       |
| 1960  | Catherine | Marie     | Marie     | Brigitte  | Catherine       | Sylvie    | Marie     | Sylvie    | Sylvie            | Marie     | Christine     | Catherine       | Catherine     | Christine            | Sylvie    | Marie     | Martine       | Catherine          | Marie            | Sylvie    | Sylvie           | Christine                  | Catherine   |
| 1961  | Sylvie    | Marie     | Marie     | Sylvie    | Sylvie          | Sylvie    | Marie     | Sylvie    | Sylvie            | Marie     | Catherine     | Catherine       | Catherine     | Christine            | Sylvie    | Catherine | Marie         | Sylvie             | Marie            | Sylvie    | Sylvie           | Christine                  | Catherine   |
| 1962  | Sylvie    | Marie     | Sylvie    | Catherine | Sylvie          | Sylvie    | Catherine | Sylvie    | Catherine         | Marie     | Sylvie        | Catherine       | Catherine     | Christine            | Sylvie    | Sylvie    | Sylvie        | Sylvie             | Marie            | Catherine | Sylvie           | Christine                  | Sylvie      |
| 1963  | Sylvie    | Marie     | Sylvie    | Sylvie    | Sylvie          | Sylvie    | Sylvie    | Sylvie    | Sylvie            | Marie     | Sylvie        | Sylvie          | Sylvie        | Sylvie               | Sylvie    | Sylvie    | Sylvie        | Sylvie             | Marie            | Sylvie    | Sylvie           | Sylvie                     | Sylvie      |
| 1964  | Sylvie    | Sylvie    | Sylvie    | Sylvie    | Sylvie          | Sylvie    | Sylvie    | Sylvie    | Nathalie          | Marie     | Sylvie        | Nathalie        | Nathalie      | Sylvie               | Sylvie    | Nathalie  | Sylvie        | Sylvie             | Marie            | Sylvie    | Sylvie           | Sylvie                     | Sylvie      |
| 1965  | Nathalie  | Nathalie  | Nathalie  | Isabelle  | Nathalie        | Nathalie  | Sylvie    | Nathalie  | Nathalie          | Marie     | Nathalie      | Nathalie        | Nathalie      | Nathalie             | Nathalie  | Nathalie  | Sylvie        | Nathalie           | Isabelle         | Nathalie  | Nathalie         | Nathalie                   | Nathalie    |
| 1966  | Nathalie  | Nathalie  | Nathalie  | Nathalie  | Nathalie        | Nathalie  | Isabelle  | Nathalie  | Nathalie          | Marie     | Nathalie      | Nathalie        | Nathalie      | Nathalie             | Nathalie  | Nathalie  | Nathalie      | Nathalie           | Nathalie         | Nathalie  | Nathalie         | Nathalie                   | Nathalie    |
| 1967  | Nathalie  | Nathalie  | Nathalie  | Nathalie  | Nathalie        | Nathalie  | Isabelle  | Nathalie  | Nathalie          | Marie     | Nathalie      | Nathalie        | Nathalie      | Nathalie             | Nathalie  | Nathalie  | Nathalie      | Nathalie           | Nathalie         | Nathalie  | Nathalie         | Nathalie                   | Nathalie    |
| 1968  | Nathalie  | Nathalie  | Nathalie  | Nathalie  | Nathalie        | Nathalie  | Nathalie  | Nathalie  | Nathalie          | Marie     | Nathalie      | Nathalie        | Nathalie      | Nathalie             | Nathalie  | Nathalie  | Nathalie      | Nathalie           | Nathalie         | Nathalie  | Nathalie         | Nathalie                   | Nathalie    |
| 1969  | Nathalie  | Nathalie  | Nathalie  | Nathalie  | Nathalie        | Nathalie  | Nathalie  | Nathalie  | Nathalie          | Marie     | Nathalie      | Nathalie        | Nathalie      | Nathalie             | Nathalie  | Nathalie  | Nathalie      | Nathalie           | Nathalie         | Nathalie  | Nathalie         | Nathalie                   | Nathalie    |
| 1970  | Nathalie  | Nathalie  | Nathalie  | Nathalie  | Nathalie        | Nathalie  | Nathalie  | Nathalie  | Nathalie          | Marie     | Nathalie      | Nathalie        | Nathalie      | Nathalie             | Nathalie  | Nathalie  | Nathalie      | Nathalie           | Nathalie         | Nathalie  | Nathalie         | Nathalie                   | Nathalie    |
| 1971  | Nathalie  | Nathalie  | Nathalie  | Nathalie  | Nathalie        | Nathalie  | Nathalie  | Nathalie  | Sandrine          | Marie     | Sandrine      | Sandrine        | Sandrine      | Nathalie             | Nathalie  | Sandrine  | Nathalie      | Sandrine           | Nathalie         | Nathalie  | Nathalie         | Sandrine                   | Sandrine    |
| 1972  | Sandrine  | Sandra    | Sandrine  | Nathalie  | Nathalie        | Sandrine  | Nathalie  | Nathalie  | Sandrine          | Marie     | Sandrine      | Sandrine        | Sandrine      | Sandrine             | Sandrine  | Sandrine  | Nathalie      | Sandrine           | Nathalie         | Isabelle  | Christelle       | Sandrine                   | Sandrine    |
| 1973  | Sandrine  | Sandra    | Sandrine  | Sandrine  | Sandrine        | Sandrine  | Nathalie  | Stéphanie | Christelle        | Marie     | Sandrine      | Sandrine        | Sandrine      | Nathalie             | Sandrine  | Sandrine  | Sandrine      | Sandrine           | Stéphanie        | Isabelle  | Sandrine         | Nathalie                   | Sandrine    |
| 1974  | Stéphanie | Stéphanie | Stéphanie | Stéphanie | Stéphanie       | Stéphanie | Stéphanie | Stéphanie | Stéphanie         | Stéphanie | Stéphanie     | Stéphanie       | Stéphanie     | Stéphanie            | Stéphanie | Stéphanie | Stéphanie     | Stéphanie          | Stéphanie        | Stéphanie | Stéphanie        | Stéphanie                  | Stéphanie   |
| 1975  | Stéphanie | Stéphanie | Stéphanie | Stéphanie | Stéphanie       | Stéphanie | Stéphanie | Stéphanie | Stéphanie         | Stéphanie | Stéphanie     | Stéphanie       | Stéphanie     | Stéphanie            | Stéphanie | Stéphanie | Stéphanie     | Stéphanie          | Stéphanie        | Stéphanie | Stéphanie        | Stéphanie                  | Stéphanie   |
| 1976  | Stéphanie | Stéphanie | Stéphanie | Stéphanie | Stéphanie       | Stéphanie | Stéphanie | Stéphanie | Stéphanie         | Marie     | Stéphanie     | Stéphanie       | Stéphanie     | Stéphanie            | Stéphanie | Stéphanie | Stéphanie     | Stéphanie          | Stéphanie        | Stéphanie | Stéphanie        | Stéphanie                  | Stéphanie   |
| 1977  | Stéphanie | Céline    | Stéphanie | Stéphanie | Stéphanie       | Céline    | Stéphanie | Stéphanie | Stéphanie         | Marie     | Stéphanie     | Stéphanie       | Stéphanie     | Stéphanie            | Stéphanie | Stéphanie | Stéphanie     | Stéphanie          | Stéphanie        | Stéphanie | Stéphanie        | Stéphanie                  | Stéphanie   |
| 1978  | Céline    | Céline    | Stéphanie | Sandrine  | Stéphanie       | Céline    | Stéphanie | Céline    | Céline            | Marie     | Céline        | Céline          | Céline        | Céline               | Stéphanie | Céline    | Céline        | Stéphanie          | Stéphanie        | Stéphanie | Céline           | Céline                     | Céline      |
| 1979  | Céline    | Céline    | Céline    | Céline    | Céline          | Céline    | Céline    | Céline    | Céline            | Céline    | Céline        | Céline          | Céline        | Céline               | Céline    | Céline    | Céline        | Céline             | Céline           | Céline    | Céline           | Céline                     | Céline      |
| 1980  | Céline    | Céline    | Céline    | Céline    | Aurélie         | Émilie    | Céline    | Céline    | Émilie            | Marie     | Céline        | Émilie          | Céline        | Céline               | Aurélie   | Céline    | Céline        | Émilie             | Aurélie          | Céline    | Aurélie          | Céline                     | Céline      |
| 1981  | Céline    | Céline    | Céline    | Céline    | Aurélie         | Aurélie   | Aurélie   | Aurélie   | Aurélie           | Marie     | Céline        | Aurélie         | Aurélie       | Émilie               | Aurélie   | Céline    | Céline        | Céline             | Aurélie          | Aurélie   | Aurélie          | Audrey                     | Céline      |
| 1982  | Aurélie   | Céline    | Aurélie   | Aurélie   | Aurélie         | Aurélie   | Aurélie   | Aurélie   | Aurélie           | Marie     | Aurélie       | Aurélie         | Aurélie       | Aurélie              | Aurélie   | Aurélie   | Émilie        | Céline             | Aurélie          | Aurélie   | Aurélie          | Aurélie                    | Aurélie     |
| 1983  | Aurélie   | Aurélie   | Aurélie   | Aurélie   | Aurélie         | Aurélie   | Aurélie   | Aurélie   | Aurélie           | Céline    | Aurélie       | Aurélie         | Aurélie       | Aurélie              | Aurélie   | Aurélie   | Aurélie       | Aurélie            | Aurélie          | Aurélie   | Aurélie          | Aurélie                    | Aurélie     |
| 1984  | Aurélie   | Aurélie   | Aurélie   | Aurélie   | Aurélie         | Aurélie   | Aurélie   | Aurélie   | Aurélie           | Marie     | Aurélie       | Aurélie         | Aurélie       | Aurélie              | Aurélie   | Aurélie   | Aurélie       | Aurélie            | Aurélie          | Aurélie   | Aurélie          | Aurélie                    | Aurélie     |
| 1985  | Aurélie   | Aurélie   | Aurélie   | Aurélie   | Émilie          | Émilie    | Aurélie   | Émilie    | Émilie            | Marie     | Émilie        | Émilie          | Aurélie       | Émilie               | Émilie    | Aurélie   | Émilie        | Aurélie            | Émilie           | Aurélie   | Émilie           | Aurélie                    | Aurélie     |
| 1986  | Aurélie   | Stéphanie | Aurélie   | Aurélie   | Aurélie         | Aurélie   | Aurélie   | Aurélie   | Aurélie           | Stéphanie | Émilie        | Aurélie         | Aurélie       | Aurélie              | Aurélie   | Aurélie   | Émilie        | Aurélie            | Émilie           | Aurélie   | Aurélie          | Aurélie                    | Aurélie     |
| 1987  | Julie     | Élodie    | Aurélie   | Aurélie   | Julie           | Élodie    | Élodie    | Julie     | Julie             | Marie     | Julie         | Julie           | Julie         | Julie                | Aurélie   | Julie     | Julie         | Aurélie            | Julie            | Aurélie   | Élodie           | Julie                      | Julie       |
| 1988  | Elodie    | Élodie    | Élodie    | Élodie    | Élodie          | Élodie    | Élodie    | Élodie    | Élodie            | Élodie    | Élodie        | Élodie          | Élodie        | Élodie               | Élodie    | Élodie    | Élodie        | Élodie             | Élodie           | Élodie    | Élodie           | Élodie                     | Élodie      |
| 1989  | Elodie    | Élodie    | Élodie    | Élodie    | Élodie          | Élodie    | Élodie    | Élodie    | Élodie            | Laura     | Élodie        | Élodie          | Élodie        | Laura                | Élodie    | Élodie    | Élodie        | Élodie             | Élodie           | Élodie    | Élodie           | Élodie                     | Élodie      |
| 1990  | Elodie    | Laura     | Élodie    | Élodie    | Élodie          | Élodie    | Élodie    | Julie     | Élodie            | Laura     | Élodie        | Élodie          | Laura         | Laura                | Élodie    | Élodie    | Julie         | Élodie             | Pauline          | Élodie    | Élodie           | Julie                      | Élodie      |
| 1991  | Marine    | Élodie    | Marine    | Marine    | Élodie          | Marine    | Marine    | Marine    | Marine            | Laura     | Élodie        | Élodie          | Marine        | Laura                | Élodie    | Élodie    | Julie         | Justine            | Marion           | Élodie    | Marine           | Marine                     | Marine      |
| 1992  | Laura     | Laura     | Marion    | Marine    | Marine          | Marine    | Marie     | Marine    | Marine            | Laura     | Laura         | Marine          | Laura         | Laura                | Marie     | Laura     | Marion        | Justine            | Marine           | Justine   | Marine           | Manon                      | Laura       |
| 1993  | Laura     | Laura     | Laura     | Laura     | Pauline         | Marine    | Marie     | Marine    | Marine            | Laura     | Laura         | Marine          | Laura         | Manon                | Laura     | Laura     | Laura         | Justine            | Marine           | Anaïs     | Anaïs            | Laura                      | Anaïs       |
| 1994  | Laura     | Laura     | Laura     | Manon     | Manon           | Manon     | Marie     | Manon     | Manon             | Laura     | Laura         | Marine          | Laura         | Laura                | Manon     | Laura     | Laura         | Justine            | Marie            | Pauline   | Manon            | Manon                      | Manon       |
| 1995  | Manon     | Laura     | Manon     | Manon     | Manon           | Manon     | Marie     | Manon     | Manon             | Laura     | Manon         | Manon           | Laura         | Manon                | Manon     | Laura     | Manon         | Camille            | Manon            | Camille   | Manon            | Manon                      | Manon       |
| 1996  | Manon     | Marie     | Laura     | Manon     | Manon           | Manon     | Marie     | Manon     | Manon             | Laura     | Manon         | Manon           | Camille       | Manon                | Manon     | Laura     | Manon         | Camille            | Manon            | Camille   | Manon            | Manon                      | Manon       |
| 1997  | Léa       | Léa       | Léa       | Manon     | Léa             | Manon     | Manon     | Léa       | Léa               | Léa       | Manon         | Camille         | Léa           | Léa                  | Manon     | Léa       | Léa           | Camille            | Chloé            | Camille   | Léa              | Manon                      | Léa         |
| 1998  | Léa       | Léa       | Léa       | Manon     | Manon           | Manon     | Camille   | Manon     | Manon             | Marie     | Léa           | Léa             | Léa           | Léa                  | Manon     | Léa       | Léa           | Oceane             | Manon            | Manon     | Camille          | Léa                        | Léa         |
| 1999  | Léa       | Léa       | Léa       | Léa       | Léa             | Léa       | Léa       | Léa       | Léa               | Laura     | Léa           | Léa             | Léa           | Léa                  | Manon     | Léa       | Léa           | Oceane             | Léa              | Léa       | Léa              | Léa                        | Léa         |
| 2000  | Léa       | Léa       | Léa       | Léa       | Léa             | Léa       | Manon     | Léa       | Léa               | Léa       | Léa           | Léa             | Léa           | Léa                  | Léa       | Léa       | Léa           | Léa                | Léa              | Léa       | Léa              | Léa                        | Léa         |
| 2001  | Léa       | Léa       | Léa       | Léa       | Léa             | Léa       | Léa       | Léa       | Léa               | Léa       | Léa           | Léa             | Léa           | Léa                  | Léa       | Léa       | Léa           | Léa                | Léa              | Léa       | Léa              | Léa                        | Léa         |
| 2002  | Léa       | Sarah     | Sarah     | Sarah     | Sarah           | Sarah     | Sarah     | Léa       | Sarah             | Sarah     | Sarah         | Sarah           | Léa           | Sarah                | Sarah     | Léa       | Sarah         | Sarah              | Sarah            | Sarah     | Sarah            | Sarah                      | Sarah       |
| 2003  | Léa       | Léa       | Léa       | Léa       | Léa             | Léa       | Léa       | Léa       | Léa               | Emma      | Léa           | Léa             | Léa           | Léa                  | Léa       | Léa       | Léa           | Léa                | Léa              | Léa       | Léa              | Léa                        | Léa         |
| 2004  | Léa       | Léa       | Emma      | Emma      | Léa             | Léa       | Manon     | Léa       | Léa               | Emma      | Léa           | Léa             | Inès          | Emma                 | Léa       | Léa       | Emma          | Léa                | Manon            | Léa       | Léa              | Emma                       | Emma        |
| 2005  | Emma      | Emma      | Emma      | Emma      | Léa             | Léa       | Emma      | Emma      | Clara             | Emma      | Emma          | Emma            | Inès          | Emma                 | Emma      | Emma      | Emma          | Léa                | Emma             | Léa       | Léa              | Emma                       | Emma        |
| 2006  | Emma      | Clara     | Emma      | Emma      | Emma            | Emma      | Manon     | Léa       | Léa               | Emma      | Emma          | Léa             | Emma          | Emma                 | Léa       | Emma      | Emma          | Léa                | Emma             | Léa       | Léa              | Emma                       | Emma        |
| 2007  | Emma      | Emma      | Emma      | Emma      | Emma            | Emma      | Emma      | Emma      | Emma              | Emma      | Emma          | Léa             | Inès          | Emma                 | Emma      | Emma      | Emma          | Léa                | Emma             | Léa       | Emma             | Emma                       | Emma        |
| 2008  | Emma      | Emma      | Emma      | Emma      | Léa             | Emma      | Emma      | Emma      | Emma              | Emma      | Emma          | Manon           | Inès          | Emma                 | Emma      | Emma      | Emma          | Léa                | Manon            | Léa       | Manon            | Emma                       | Emma        |
| 2009  | Emma      | Emma      | Emma      | Jade      | Emma            | Emma      | Manon     | Emma      | Emma              | Emma      | Emma          | Jade            | Inès          | Emma                 | Emma      | Emma      | Emma          | Léa                | Emma             | Emma      | Emma             | Emma                       | Emma        |
| 2010  | Emma      | Lilou     | Sara      | Emma      | Lola            | Emma      | Emma      | Emma      | Emma              | Emma      | Lola          | Lola            | Inès          | Emma                 | Emma      | Emma      | Emma          | Emma               | Manon            | Léa       | Manon            | Emma                       | Emma        |
| 2011  | Emma      | Emma      | Emma      | Emma      | Jade            | Emma      | Emma      | Manon     | Emma              | Julia     | Emma          | Emma            | Inès          | Inès                 | Léa       | Emma      | Emma          | Emma               | Emma             | Emma      | Emma             | Emma                       | Emma        |
| 2012  | Emma      | Emma      | Emma      | Emma      | Lola            | Emma      | Louise    | Emma      | Chloé             | Julia     | Lola          | Emma            | Inès          | Emma                 | Emma      | Emma      | Emma          | Emma               | Manon            | Emma      | Louise           | Emma                       | Emma        |
| 2013  | Emma      | Louise    | Louise    | Emma      | Lola            | Louise    | Louise    | Chloé     | Emma              | Julia     | Emma          | Louise          | Inès          | Inès                 | Emma      | Emma      | Emma          | Emma               | Louise           | Emma      | Louise           | Lina                       | Emma        |
| 2014  | Louise    | Chloé     | Emma      | Jade      | Jade            | Jade      | Louise    | Jade      | Chloé             | Julia     | Lola          | Jade            | Inès          | Jade                 | Chloé     | Emma      | Chloé         | Jade               | Louise           | Jade      | Louise           | Emma                       | Zoé         |
| 2015  | Louise    | Lucie     | Louise    | Louise    | Emma            | Louise    | Louise    | Louise    | Emma              | Julia     | Chloé         | Jade            | Inès          | Jade                 | Emma      | Emma      | Louise        | Jade               | Louise           | Emma      | Louise           | Lina                       | Emma        |

## Cartes

Prénoms masculins les plus donnés en 1900.
Prénoms féminins les plus donnés en 1900.